# Provinciale weg 239
De provinciale weg 239 (N239) begint net buiten Nieuwe Niedorp aan de oostzijde van de N242 met hectometerpaaltje 13,8 en eindigt bij de kruising met de N240 nabij Medemblik met hectometerpaaltje 26,8. Vlak bij Lambertschaag is er een aansluiting op de A7.
De N239 is geen weg die van het begin tot eind gevolgd kan worden zonder af te slaan. Deze constructie heet in het Engels een TOTSO. Dit afslaan moet gebeuren op de volgende locaties:
- bij Nieuwe Niedorp moet de rotonde driekwart worden genomen
- bij Aartswoud moet naar rechts worden afgeslagen

## Naamgeving
Nabij Aartswoud en Lambertschaag heet de weg Westfriesedijk. De weg loopt dan ook grotendeels over de Westfriese Omringdijk. Bij Medemblik heeft de weg de naam Westerzeedijk en Dijkweg.

## Geschiedenis
Voordat het tracé van de N242 tussen Nieuwe Niedorp en de Wieringermeer gereed was gekomen liep de N239 van het Verlaat tot aan Medemblik en was de N239 de doorgaande verbinding. Na het gereedkomen van het genoemde tracé werd de N242 de doorgaande verbinding en sluit de N239 met een Haarlemmermeeraansluiting op de N242 aan.
N23 · N194 · N196 · N197 · N198 · N199 · N200 · N201 · N202 · N203 · N204 · N205 · N206 · N207 · N208 · N209 · N210 · N211 · N212 · N213 · N214 · N215 · N216 · N217 · N218 · N219 · N220 · N221 · N222 · N223 · N224 · N225 · N226 · N227 · N228 · N229 · N230 · N231 · N232 · N233 · N234 · N235 · N236 · N237 · N238 · N239 · N240 · N241 · N242 · N243 · N244 · N245 · N246 · N247 · N248 · N249 · N250 · N307

N401 · N402 · N403 · N404 · N405 · N406 · N407 · N408 · N409 · N410 · N411 · N412 · N413 · N414 · N415 · N416 · N417 · N418 · N419 · N420 · N421 · N439 · N440 · N441 · N442 · N443 · N444 · N445 · N446 · N447 · N448 · N449 · N450 · N451 · N452 · N453 · N454 · N455 · N456 · N457 · N458 · N459 · N460 · N461 · N462 · N463 · N464 · N465 · N466 · N467 · N468 · N469 · N470 · N471 · N472 · N473 · N474 · N475 · N476 · N477 · N478 · N479 · N480 · N481 · N482 · N483 · N484 · N487 · N488 · N489 · N490 · N491 · N492 · N493 · N494 · N495 · N496 · N497 · N498 · N501 · N502 · N503 · N504 · N505 · N505 (Andijk) · N506 · N507 · N508 · N509 · N510 · N511 · N512 · N513 · N514 · N515 · N516 · N517 · N518 · N519 · N520 · N521 · N522 · N523 · N524 · N525 · N526 · N527 · N806 · N830 · N848

Cursief vermelde wegen zijn voormalige Provinciale wegen